# متحف فني

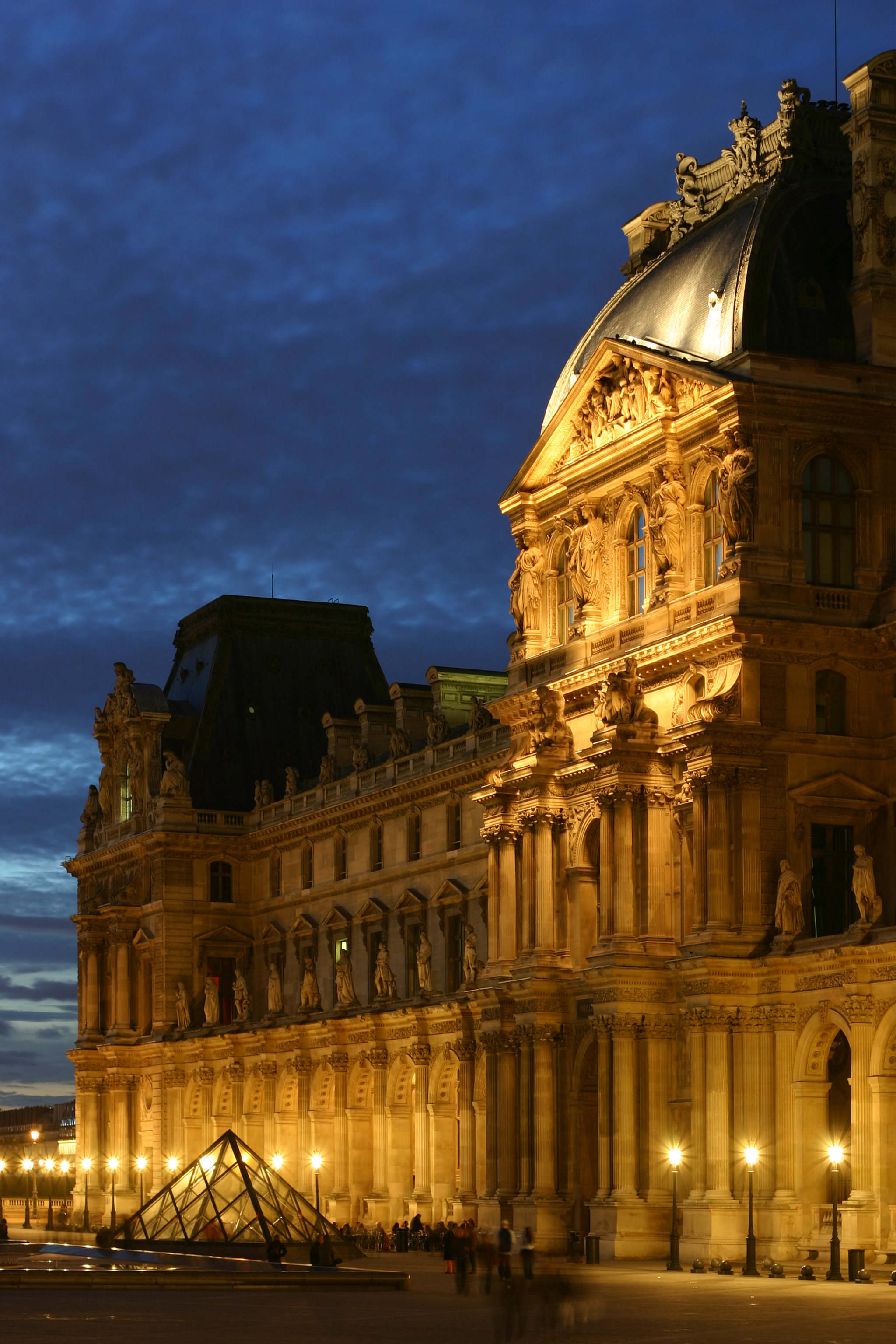
متحف اللوفر في باريس، فرنسا هو أكثر المتاحف زيارةً في 2018

المتحف الفني أو المعرض الفني هو عبارة عن مبنى أو مساحة يتم فيها عرض الأعمال الفنية بالأخص الفنون المرئية. يمكن أن تكون المتاحف عامة أو خاصة ولكن ما يميز المتحف هو ملكيته لمجموعات فنية بعينها. اللوحات هي التحف الفنية الأكثر شيوعا والأكثر طلبا في العرض ومع ذلك فإن المنحوتات والفنون الزخرفية، والأثاث، والمنسوجات، والملابس، والرسومات، والفن التصويري والمطبوعات والكتب الفنية، والصور كلها يتم عرضها كقطع فنية متميزة. يكون الكتحف عادة مكانا دائميا لعرض هذه القطع الفنية ولكن في أحيان أخرى يستخدم في استضافة المعارض الفنية والأنشطة الفنية الأخرى، مثل فنون الأداء، وحفلات الموسيقى، أو بعض القراءات شعرية.

## التاريخ

### المجموعات الخاصة
على مر التاريخ، كانت المؤسسات الدينية والملوك مُكلّفة بالأعمال الفنية الكبيرة التي كانت تعرض في المعابد والكنائس والقصور. وعلى الرغم من أن هذه المجموعات الفنية كانت خاصة، لكنها غالبًا ما كانت متاحة للعرض لجزء من الجمهور. بدأت المؤسسات الدينية في العصور الكلاسيكية، تعمل كشكل مبكر من أشكال المعارض الفنية. تبرّع بعض أثرياء روما المهتمين بجمع الأحجار الكريمة (بما في ذلك يوليوس قيصر) والأشياء الثمينة الأخرى بمجموعاتهم الفنية إلى المعابد.
كانت بعض المناطق الموجودة في القصور الملكية والقلاع والمنازل الريفية الكبيرة في أوروبا، من أواخر العصور الوسطى وما بعدها متاحةً جزئيًا لأقسام من الجمهور، لمشاهدة المجموعات الفنية المعروضة. بينما في قصر فرساي، اقتصر الدخول على الأشخاص الذين يرتدون الملابس المناسبة - لكن سُمح للزوّار استئجار الإكسسوارات الملائمة من المتاجر في الخارج. غالبًا ما كانت خزائن الكاتدرائيات والكنائس الكبيرة، أو أجزاء منها، مكانًا للعرض العام.
وُضعت ترتيبات خاصة للسماح للجمهور برؤية المجموعات الفنية الملكية أو الخاصة الموجودة في المعارض، مثلما هو الحال مع معظم لوحات مجموعة أورليانز، التي كانت موجودة في جناح القصر الملكي في باريس وكان من الممكن زيارتها لمعظم القرن الثامن عشر. أما في إيطاليا، فقد أصبحت السياحة الفنية صناعة رئيسية في البلاد ابتداءً من القرن الثامن عشر، وبذلت المدن جهودًا كبيرة لجعل الأعمال الفنية متاحةً للجميع. افتُتحت سلسلة من المتاحف على مر القرون التالية، وبُنيت العديد من مباني الفاتيكان بهدف أن تكون أماكن للعرض.

### المعارض العامة
افتُتحت العديد من المجموعات الفنية المخصصة للجمهور في النصف الثاني من القرن الثامن عشر، وأصبحت العديد من المجموعات الملكية أثناء وبعد الثورة الفرنسية والحروب النابليونية متاحةً للشعب، حتى في حال بقيت الملكية مكانها، مثلما هو الحال في إسبانيا وبافاريا.
أُنشئ المتحف البريطاني في عام 1753، بعد أن حصل على تبرعات للعرض العام مثل مجموعة مخطوطات من المكتبة الملكية القديمة. قدم النائب جون ويلكس في عام 1777، اقتراحًا للحكومة البريطانية وهو شراء المجموعة الفنية للراحل السير روبرت والبول الذي كان يمتلك واحدة من أكبر المجموعات الفنية في أوروبا، ووضعها في جناح خاص من المتحف البريطاني ليكون متاحًا للعرض العام. لكن بعد كثيرٍ من الجدل، لم تُطبَّق الفكرة في نهاية المطاف بسبب التكلفة الكبيرة، وبعد عشرين عامًا، اشترت ملكة روسيا كاثرين الثانية هذه المجموعة ثم وُضعت في متحف هيرميتاج في سانت بطرسبرغ.
افتُتحت المجموعة الملكية البافارية (الآن في ألت بيناكوثيك، ميونيخ) للجمهور في عام 1779، ومجموعة ميديشي في فلورنسا في عام 1789 تقريبًا (مثل معرض أوفيزي). شكّل افتتاح متحف اللوفر خلال الثورة الفرنسية في عام 1793 كمتحف عام لمعظم المجموعات الملكية الفرنسية السابقة خطوةً مهمةً في مرحلة تطور وصول الجمهور إلى الفن. أُنشى المبنى الذي يشغله الآن متحف ديل برادو في مدريد قبل الثورة الفرنسية للعرض العام لأجزاء من مجموعة الفن الملكي، وافتتحت صالات عرض مماثلة للجمهور في فيينا وميونيخ وعواصم أخرى. أما في بريطانيا العظمى بقيت المجموعات الفنية في أيدي الملك وأول المعارض الفنية الوطنية التي بُنيت لهذا الغرض كان معرض دولويتش، الذي أُسّس في عام 1814 والمعرض الوطني في لندن الذي افتُتح للجمهور بعد عقد من الزمان في عام 1824. وبالمثل، لم يتشكل المعرض الوطني في براغ من خلال افتتاح مجموعات ملكية أو فنية عامة للجمهور وإنما أُنشئ من الصفر كمشروع مشترك لبعض التشيكيين الأرستقراطيين في عام 1796.